# Ragnar Halvorsen
Ragnar Halvorsen (7 gennaio 1893 – 11 giugno 1933) è stato un calciatore norvegese, di ruolo attaccante.

## Carriera

### Club
Halvorsen giocò con la maglia del Ready.

### Nazionale
Conta 2 presenze per la Norvegia. Esordì il 3 settembre 1912, nella sconfitta per 4-2 contro la Svezia.